# Goldener Bildschirm
Der Goldene Bildschirm der deutschen Zeitschrift TV Hören und Sehen war ein vom Publikum vergebener Fernsehpreis.
Der Goldene Bildschirm ist der älteste deutsche Fernsehpreis. Er wurde erstmals im Jahr 1959 von der Fernsehzeitschrift Bildschirm (Verlag Wilhelm Herget) in Stuttgart an Künstler wie Inge Meysel, Hans-Joachim Kulenkampff, Caterina Valente und Freddy Quinn verliehen. Die Preisträger wurden aufgrund eines Leservotums ermittelt.
Zusätzlich zu diesem Fernsehpreis wurde noch ein Goldener Bildschirm der Fernsehkritik ins Leben gerufen, zu dessen Juroren so prominente Kritiker wie Joachim Kaiser, Manfred Delling und Hans Hellmut Kirst zählten.
Nach Übernahme der Zeitschrift Bildschirm und Vereinigung mit dem Konkurrenzblatt TV Hören und Sehen durch die Bauer Verlagsgruppe (Hamburg) wurde der Fernsehpreis noch bis 1977 vergeben.

## Preisträger Goldener Bildschirm
- 1959: Peter Frankenfeld, Caterina Valente, Bernhard Grzimek, Ruprecht Essberger, Chariklia Baxevanos
- 1960: Agnes Fink, Caterina Valente, Hans Söhnker
- 1961: Heidi Brühl, Joachim Fuchsberger, Agnes Fink, Jürgen Roland, Hanns Lothar
- 1962: Margot Trooger
- 1963: Margot Trooger
- 1964: Heidi Brühl
- 1966: Peter Alexander
- 1967: Heinz Rühmann, Heidi Kabel
- 1968: Heinz Rühmann
- 1969: Peter Scholl-Latour
- 1970: Anneliese Rothenberger, Rudolf Schock[1]
- 1971: Horst Stern
- 1972: Erik Ode, Franz Hiesel, Heidi Kabel
- 1973: Peter Alexander, Inge Meysel
- 1974: Hoimar von Ditfurth, Rudi Carrell, Peter Alexander, Liselotte Pulver, Wolfgang Menge
- 1975: Robert Stromberger, Heinz Sielmann
- 1976: Dieter Wedel, Cornelia Froboess, Peter Alexander

Weitere Preisträger des Goldenen Bildschirms sind:
Rolf Schübel, Klaus Wildenhahn, Herbert Habersack, Freddy Quinn, Wolfgang Menge, Jürgen Goslar, Peter Hajek, Urs Egger, Erna Baumbauer, Heidelinde Weis, Irene Koss, Chariklia Baxevanos, Hans-Joachim Kulenkampff (5 × Gold), Robert Lembke (2 × Gold), Peter Rüchel und Christian Wagner

## Preisträger anderer Klassen
Silberner Bildschirm
- 1966: Heinz Rühmann
- 1967: Inge Meysel, Rudolf Schock
- 1970: Peter Alexander, Marianne Koch[1]
- 1971: Peter Alexander

Bronzener Bildschirm
- 1967: Margit Schramm, Henry Vahl
- 1970: Vivi Bach, Hellmut Lange[1]